# Тараканов Сергій Миколайович
Тараканов Сергій Миколайович (25 квітня 1958) — російський баскетболіст.
Олімпійський чемпіон 1988 року, бронзовий призер 1980 року.
Чемпіон світу 1982 року, срібний призер 1986 року.
Чемпіон Європи 1979, 1981, 1985 років, срібний призер 1987 року, бронзовий призер 1983 року.
Срібний призер Юнацького чемпіонату Європи (U-18) 1976 року.